# Ápio Cláudio Pulcro (cônsul em 38 a.C.)
Ápio Cláudio Pulcro (em latim: Appius Claudius Pulcher) foi um político da gente Cláudia da República Romana nomeado cônsul em 38 a.C. com Caio Norbano Flaco. Foi um dos primeiros patrícios a se declarar publicamente em favor do herdeiro de Júlio César, Otaviano.

## Carreira
Membro do ramo patrício da gente Cláudia, Pulcro nasceu com o nome "Caio" e era filho biológico de Caio Cláudio Pulcro, pretor em 56 a.C.. Quando foi adotado por seu tio, Ápio Cláudio Pulcro, cônsul em 54 a.C., irmão do pretor Caio, assumiu o prenome de seu pai. Juntamente com seu irmão biológico, também chamado Ápio Cláudio Pulcro, processou Tito Ânio Milão, em 51 a.C., pelo assassinato de Públio Clódio Pulcro, e conseguiu condená-lo com a ajuda de Pompeu.
Originalmente um aliado de Marco Antônio após a morte de Júlio César, Pulcro revelava alguma simpatia pela causa dos liberatores e demostrou disposição de se juntar a Décimo Júnio Bruto Albino. Porém, já em 38 a.C., quando foi escolhido cônsul, passou a apoiar a causa de Otaviano e foi um dos primeiros patrícios a se declarar publicamente ao herdeiro de Júlio César. Esta aliança foi possível como resultado do casamento de Otaviano com a aristocrata Lívia Drusila, uma parente biológica de Pulcro. Ao fazê-lo, Pulcro ligou sua própria auctoritas à fortuna e crescente poder de Otaviano e foi ricamente recompensado por ele nos anos seguintes.
Em 36 a.C., durante a guerra de Otaviano contra Sexto Pompeu, Pulcro recebeu o comando da retaguarda da frota de Otaviano quando a armada sofreu danos numa tempestade perto de Putéolos. Em 34 a.C., Pulcro foi nomeado procônsul em uma das províncias da Hispânia, onde permaneceu por dois anos, durante os quais foi aclamado imperator. Em 32 a.C., já de volta em Roma, celebrou seu triunfo em 1 de junho. Depois disto, não recebeu mais comandos militares e, em 31 a.C., assumiu uma posição de septênviro epulão.
Pulcro teve pelo menos um filho, que pode ter sido condenado à morte pelo imperador romano Augusto por suspeita de adultério com a filha dele, Júlia. É possível ainda que ele tenha tido mais um filho, Marco Valério Messala Apiano, cônsul em 12 a.C., que foi provavelmente adotado por Marco Valério Messala, cônsul sufecto em 32 a.C.